# ویندا
ویندا (انگلیسی: Vinda) شرکت کاغذسازی چینی است، که در سال ۱۹۸۵ تأسیس شد.